# Ferdinand de Bourbon-Siciles
Succession
Prétendant au trône des Deux-Siciles
13 janvier 1973 – 20 mars 2008
(35 ans, 2 mois et 7 jours)
Ferdinand de Bourbon-Siciles, duc de Castro, est né le 28 mai 1926 à Podzamcze (Pologne) et mort le 20 mars 2008 à Draguignan. Il est prétendant au trône des Deux-Siciles de 1973 à sa mort.

## Biographie
Ferdinando Maria Andrea Alfonso Marco di Borbone est le fils de Rénier de Bourbon-Siciles et de la comtesse Karolina Zamoyska, (de jure Ferdinand IV des Deux-Siciles), duc de Calabre 1960-1973. Duc de Castro et chef de la Maison royale des Bourbon des Deux-Siciles 1973-2008, il épouse le 25 juillet 1949, à Giez, Chantal de Chevron-Villette (ru) (1925-2005), avec qui il a eu :
1. La princesse Béatrice de Bourbon des Deux-Siciles (Saint-Raphaël, 16 juin 1950), épouse à Paris le 19 décembre 1978 (div. 1989) le prince Charles Bonaparte. 2 enfants :
  1. La princesse Caroline Napoléon Bonaparte (née le 24 octobre 1980), mariée à Éric Quérénet-Onfroy de Breville. 1 fille : 
    1. Elvire Quérénet-Onfroy de Breville (2010)

  2. Le prince Jean-Christophe Napoléon Bonaparte, prince Napoléon, né le 11 juillet 1986, diplômé de HEC Paris, conseiller à la banque d’affaires Morgan Stanley.
2. La princesse Anne Marie Caroline Carmen de Bourbon des Deux-Siciles[2](Saint-Raphaël (Var), 24 avril 1957), épouse à Roquebrune-sur-Argens civilement le 7 septembre et religieusement le 9 septembre 1977 (div.) Jacques Cochin (1951). 2 enfants :
  1. Nicolas Cochin (Florence, 21 janvier 1979), entrepreneur
  2. Dorothée Cochin (Florence, 10 juin 1985), journaliste
3. Le prince Charles de Bourbon des Deux-Siciles (Saint-Raphaël, 24 février 1963), épouse à Monaco le 31 octobre 1998 Camilla Crociani (1971), d’où deux filles. Duc de Noto (1963-1973), duc de Calabre (1973-2008) puis duc de Castro (2008), prétendant au trône des Deux-Siciles. 2 enfants :
  1. Maria Carolina Chantal Edoarda Beatrice Gennara di Borbone delle Due Sicilie (Rome, 23 juin 2003), duchesse de Palerme (2014) et de Calabre (2016)
  2. Maria Chiara Amalia Carola Luisa Carmen di Borbone delle Due Sicilie (Rome, 1er janvier 2005), duchesse de Capri (2014) et de Noto (2017)

## Titulature et décorations

### Titulature
- 28 mai 1926 — 7 janvier 1960 : Son Altesse Royale Ferdinand de Bourbon, prince des Deux-Siciles
- 7 janvier 1960 — 13 janvier 1973 : Son Altesse Royale Ferdinand de Bourbon, duc de Calabre, prince des Deux-Siciles
- 13 janvier 1973 — 20 mars 2008 : Son Altesse Royale le duc de Castro

### Décorations dynastiques
Royaume de Bavière
| Ordre de Saint-Hubert | Grand-croix de l'ordre de Saint-Hubert |

 Royaume des Deux-Siciles
| Ordre de Saint-Janvier                                  | Grand maître de l'ordre de Saint-Janvier (13 janvier 1973)                       |
| Ordre sacré et militaire constantinien de Saint-Georges | Grand maître de l'ordre sacré et militaire constantinien de Saint-Georges (1966) |
| Ordre de Saint-Ferdinand et du Mérite                   | Grand maître de l'ordre de Saint-Ferdinand et du mérite (13 janvier 1973)        |
| Ordre de Saint-Georges de la Réunion                    | Grand maître de l'ordre de Saint-Georges de la Réunion (13 janvier 1973)         |
| Ordre royal de François Ier                             | Grand maître de l'ordre royal de François Ier (1999)                             |

 Royaume d'Italie
| Ordre suprême de la Très Sainte Annonciade | Chevalier de l'ordre suprême de la Très Sainte Annonciade (1977) |
| Ordre des Saints-Maurice-et-Lazare         | Grand croix de l'ordre des Saints-Maurice-et-Lazare (1977)       |
| Ordre de la Couronne d'Italie              | Grand croix de l'ordre de la Couronne d'Italie (1977)            |

 Royaume du Monténégro
| Ordre du prince Danilo Ier | Grand croix de l'ordre du prince Danilo Ier (1er février 2006) |

ordre souverain de Malte
| Ordre souverain militaire hospitalier de Saint-Jean de Jérusalem, de Rhodes et de Malte | Bailli Grand croix d'honneur et de dévotion avec croix de profession ad honorem de l'ordre souverain de Malte |

 Royaume de Wurtemberg
| Ordre de la Couronne de Wurtemberg | Grand croix de l'ordre de la Couronne de Wurtemberg |